# Wild Cat
Albums de Tygers of Pan Tang
Spellbound
(1981)
Singles
1. Don't Touch Me There
Sortie : 24 août 1979
2. Euthanasia
Sortie : 26 janvier 1980
3. Suzie Smiled
Sortie : 1er novembre 1980

Wild Cat est le premier album du groupe de heavy metal anglais Tygers of Pan Tang. Il a été produit par Chris Tsangarides.

## Historique
Il fut réalisé le 23 août 1980 sur le label MCA Records et enregistré à Londres aux Morgan Studios. Deux singles réalisé pour le label Neat Records précédèrent la sortie de l'album, Don't Touch Me There et Euthanasia, il bénéficièrent d'une ressortie sur MCA lors de la sortie de l'album. Bénéficiant de l'effet de la NWOBHM, l'album entra dans les charts britanniques à la 18e place
Peu après la sortie de l'album, John Sykes rejoignit Tygers of Pan Tang comme second guitariste. Jess Cox quittera le groupe peu de temps après et sera remplacé par Jon Deverill.
Wild Cat ressorti en 1997 avec de nombreux titres bonus (principalement les face B des singles) sur le label Edgy Records.

## Liste des titres
- Tous les titres sont signés par le groupe sauf indication.

Face 1
1. Euthanasia - 3:44
2. Slave to Freedom - 5:55
3. Don't Touch Me There - 2:58
4. Money - 3:18
5. Killers - 6:35

Face 2
1. Fireclown - 3:12
2. Wild Catz - 3:06
3. Suzie Smiled - 5:12
4. Badger Badger - 4:10
5. Insanity - 6:26

Bonus tracks (Réédition 1997)
1. Rock'n'Roll Man - 2:40
2. Alright on the Night - 3:20
3. Tush (Billy Gibbons / Dusty Hill / Frank Beard) - 2:20
4. Straight As I Die - 3:11
5. Don't Take Nothing - 3:03
6. Bad Times - 3:06
7. Burning Up - 3:08
8. Don't Touch Me There (original 7" version) - 2:26

## Musiciens
- Robb Weir : guitares, chœurs.
- Rocky : basse, chœurs.
- Brian Dick : batterie, percussions.
- Jess Cox : chant.

## Chart
| Pays                          | Durée du classement | Meilleur classement | Date         |
| ----------------------------- | ------------------- | ------------------- | ------------ |
| Royaume-Uni (UK Albums Chart) | 5 semaines          | 18e                 | 31 août 1980 |